# 月山富田城の戦い

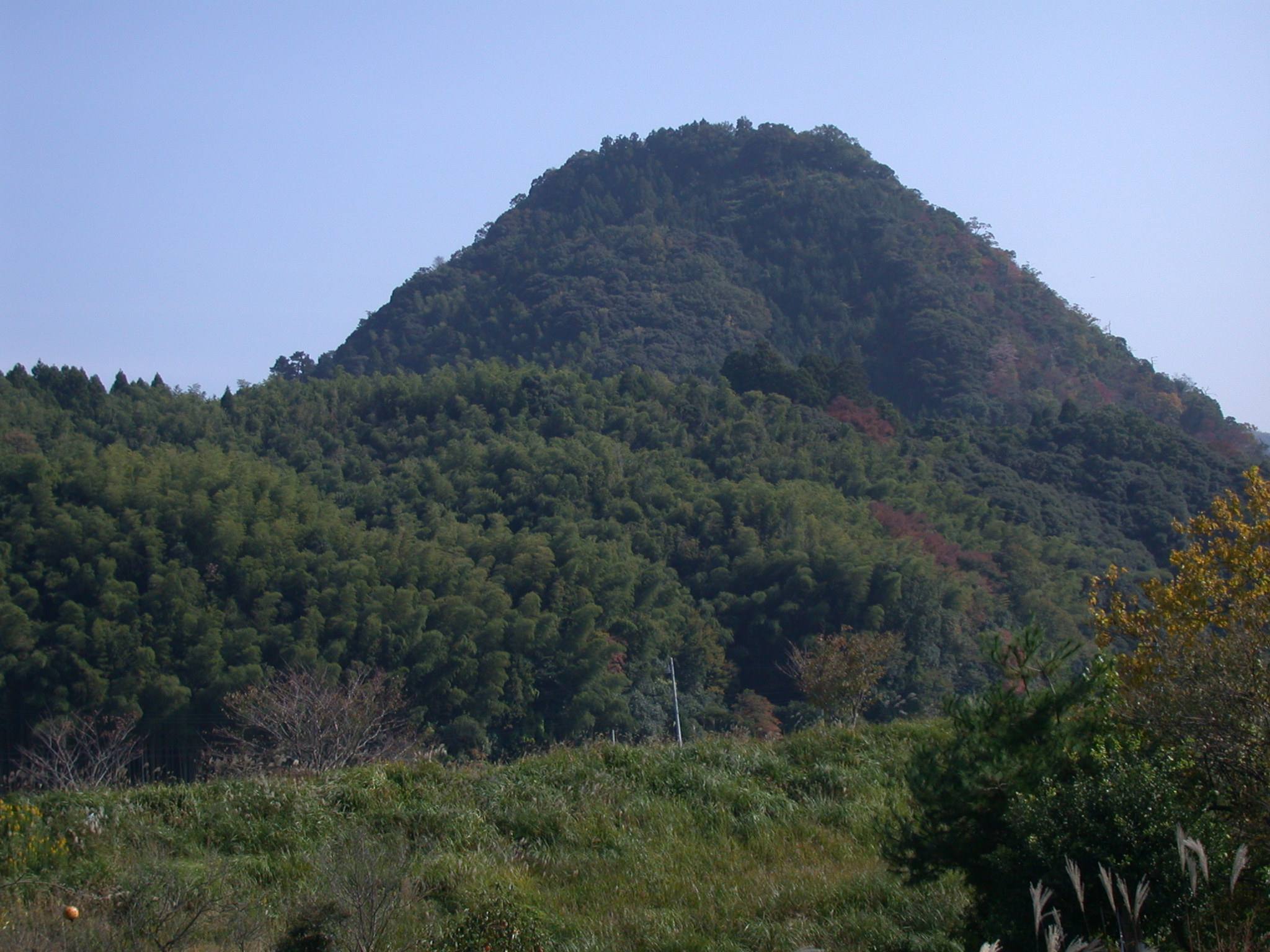
月山富田城遠景

月山富田城の戦い（がっさんとだじょうのたたかい）は、天文11年（1542年）から天文12年（1543年）、永禄8年（1565年）から永禄9年（1566年）に尼子氏の本拠である出雲国の月山富田城（現：島根県安来市）を巡って発生した合戦である。
この合戦は、大内義隆が毛利氏などの諸勢力を引き連れて攻め込んだ第一次月山富田城の戦いと、大内氏滅亡後に毛利元就が行った第二次月山富田城の戦いに分けることができる。なお、第二次の合戦により尼子氏は滅亡したが、その後に尼子氏の再興を目指す勢力が起こした戦いについても、併せて本項で記述する。

## 第一次月山富田城の戦い

### 背景
天文10年（1541年）に尼子晴久率いる尼子軍は、毛利氏の本拠である吉田郡山城を攻めたものの、大内軍の援軍を得た毛利軍に撃退された（吉田郡山城の戦い）。この尼子氏による安芸遠征の失敗により、安芸と備後の国人衆は、尼子氏側だった国人領主たちを含めて、大内氏側に付く者が続出した。さらに、安芸・備後・出雲・石見の主要国人衆から、尼子氏退治を求める連署状が大内氏に出されたことを受け、陶隆房を初めとする武断派は出雲遠征を主張。相良武任や冷泉隆豊ら文治派が反対するが、最終的に大内義隆は、出雲出兵に踏み切ることになった。なお、大内氏出陣の少し前となる、天文10年11月には、尼子経久が死去している。

### 合戦の経過

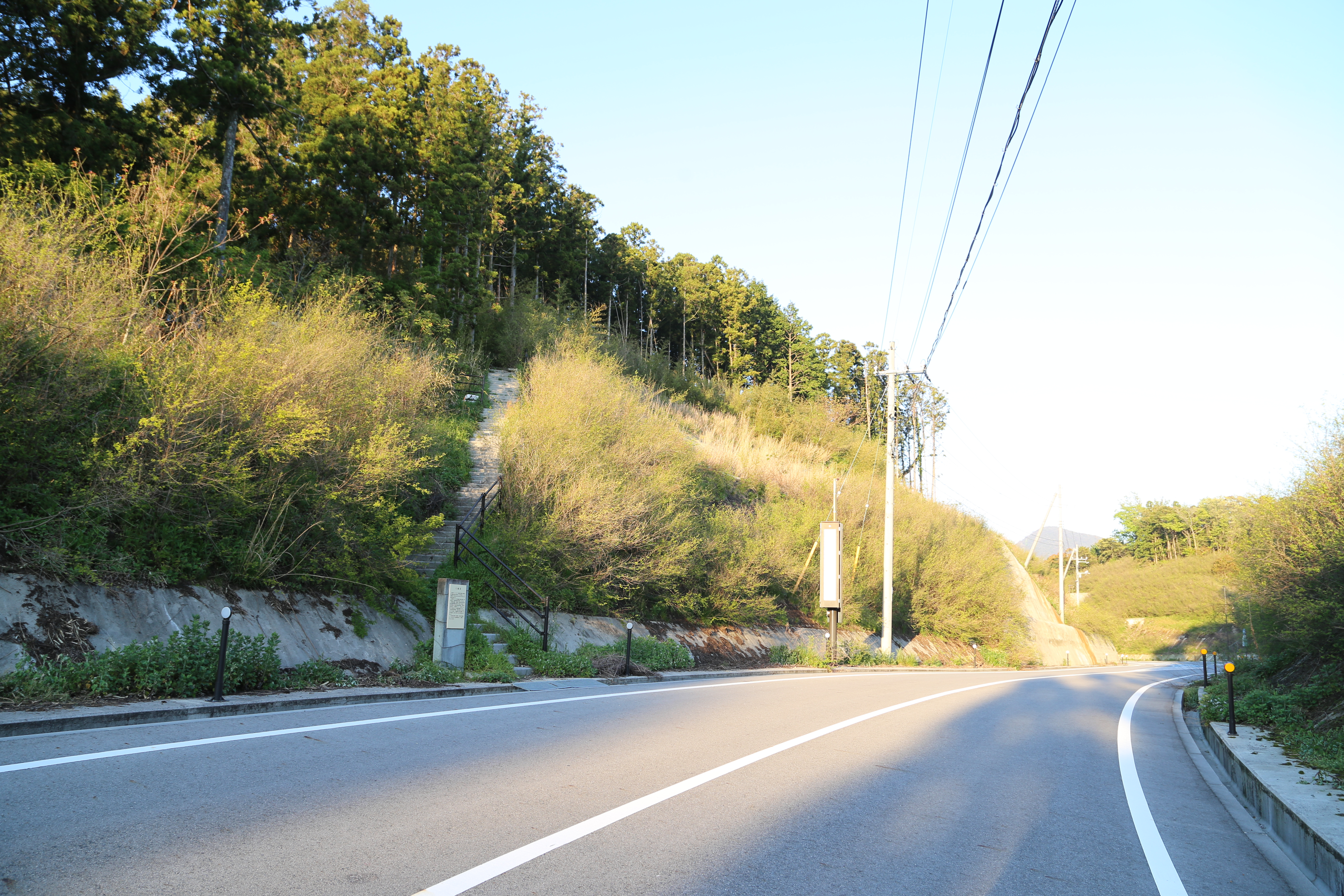
毛利元就が九死に一生を得た七騎坂

天文11年1月11日（1542年1月26日）に出雲に向かって大内軍本隊が出陣。大内軍は義隆自らが総大将となり、陶隆房、杉重矩、内藤興盛、冷泉隆豊、弘中隆兼らが兵を率いていた。また、義隆の養嗣子大内晴持も併せて出陣する。1月19日に厳島神社で戦勝祈願をしたのち、出雲に向かう。毛利軍も毛利元就、小早川正平、益田藤兼ら安芸・周防・石見の国人衆を集めて大内軍に合流した。
4月に出雲に侵入したものの、赤穴城の攻略に6月7日から7月27日までの日数を要し、10月になって三刀屋峰に本陣を構えた。その後、年を越して月山富田城を望む京羅木山に本陣を移す。天文12年（1543年）3月になって攻防戦が開始されたが、城攻めは難航する。また、糧道にて尼子軍のゲリラ戦術を受け兵站の補給に苦しむ。そして、4月末には、尼子氏麾下から大内氏に鞍替えして参陣していた三刀屋久扶、三沢為清、本城常光、吉川興経などの国人衆が再び尼子方に寝返った。『陰徳太平記』によると、城を攻めると見せかけて堂々と城門から尼子軍に合流していったと言われる。これにより大内方の劣勢は明白となった。
5月7日、大内軍は撤退にとりかかり、出雲意宇郡出雲浦
へ退いた。だが、尼子軍の追撃は激しく、大内家臣の福島源三郎親弘・右田弥四郎たちが防ぎ戦死している。このとき、義隆と晴持は別々のルートで周防まで退却を図った。義隆は、宍道湖南岸の陸路を通り、石見路を経由して5月25日に山口に帰還する。しかし、中海から海路で退却しようとした晴持は、船が事故で転覆したため溺死した。
また、毛利軍には殿が命じられていたが、尼子軍の激しい追撃に加えて、土一揆の待ち伏せも受けたため、壊滅的な打撃を受けた。安芸への撤退を続ける毛利軍であったが、石見の山吹城から繰り出された軍勢の追撃によって、元就と嫡子隆元は自害を覚悟するまでに追い詰められたとされる。この時、毛利家臣渡辺通が元就の甲冑を着て身代わりとなり、僅か7騎で追撃軍を引き連れて奮戦した後に討ち死にした。この犠牲により元就は吉田郡山城への撤退に成功した。

### 戦後
この遠征は、1年4ヶ月の長期間にも及んだ挙句に大内側の敗戦となり、寵愛していた晴持を失った義隆はこれ以後政治に対する意欲を失ってしまう。この戦いは大内氏衰退の一因となった一方、尼子氏は晴久のもとで勢力を回復させ、最盛期を創出する。また、大内氏の滅亡後には石見国を巡って毛利氏と尼子氏が熾烈な争いを続けることとなった。

## 第二次月山富田城の戦い

### 背景
周防・長門を攻略して大内氏を滅ぼし、勢力を拡大した毛利氏は、石見銀山を巡って尼子氏と対立していたが、弘治2年（1556年）の忍原崩れと永禄2年（1559年）の降露坂の戦いでは敗れていた。しかし、永禄3年（1561年）12月に尼子晴久が亡くなると、嫡男尼子義久が家督を継いだ後に、雲芸和議を経て永禄5年（1562年）には石見銀山を手中に収めることに成功する。一方の尼子側は、家臣団における不和や雲芸和議による不満の噴出もあって、出雲西部・南部国人衆の多くは毛利側へと離反していた。

### 白鹿城の戦い
永禄5年（1562年）7月3日、元就は3人の息子と軍勢を率いて吉田郡山城を出陣。途中、九州の大友宗麟が豊前の毛利氏領を脅かしたため、毛利隆元は遠征軍から離れてその対応に当たった。
毛利軍は石見路を経由して出雲国へ侵攻、12月には宍道湖北岸に本陣となる洗合（あらわい）（荒隈）城を築いた。月山富田城の防衛網である「尼子十旗」と呼ばれる支城群のうち、赤穴城や三沢城などいくつかの城は戦わずして毛利に降っているが、白鹿城などは毛利軍に抵抗。白鹿城には城主の松田誠保とその父松田満久、さらに援軍である尼子氏家臣牛尾久清が軍勢を率いて籠もっていた。白鹿城は月山富田城の日本海側の玄関口ともいうべき役割の城で、月山富田城を孤立させるためには、この城を落とすことにより船で日本海から兵糧を運び込ませるのを防ぐ必要があった。白鹿城攻略のため、白鹿城の北にある真山（新山）城を元春が占拠して布陣し、さらに和久羅山を押さえ、中海に児玉就方麾下の水軍を派遣して封鎖するなど、白鹿城と月山富田城の分断を進めた。
永禄6年（1563年）、幕府の仲介を得て大友氏との和議を結んだ隆元は、遠征軍に合流すべく白鹿城に向かう途上に安芸の佐々部で急死した。元就は悲しみを顔に出さず「隆元への追善は尼子氏の撃滅のほかになし」と将兵を諭したので、全軍の士気は奮い立った。8月13日の夜に総攻撃が行われ、小白鹿城と呼ばれる出丸を占拠し、牛尾久清にも手傷を負わせたものの、本丸を落とすことはできなかった。また、元就は石見銀山から鉱夫を数百人呼び寄せて、白鹿城の水を絶つために坑道を掘らせたが、毛利氏の掘り進める坑道に気付いた籠城軍は妨害した。なお、この戦いの最中には、矢文の戦いがあったとの逸話が残されている
9月下旬になって、尼子側は義久の弟である尼子倫久らが援軍を白鹿城に送ったが、毛利軍の包囲網を突破することはできなかった。後詰が敗退したことで城兵の士気は下がり、10月に降伏した（白鹿城の戦い）。

### 月山富田城の包囲戦
白鹿城を制圧した毛利元就は、尼子氏の拠点を次々と制圧した。毛利水軍によって海上も封鎖し、福原貞俊に鉄砲隊を与えて海岸線の守りを固めており、永禄8年（1565年）春頃には月山富田城への補給線はほぼ断ち切られていた。
4月17日、毛利軍は月山富田城への総攻撃を行った。月山富田城には城内に通じる道が3つあるため、正面の御子守口（おこもりぐち）を元就率いる軍勢、南側の塩谷口（しおだにぐち）を元春の軍勢、北側の菅谷口（すがたにぐち）を隆景の軍勢が攻めた。それに対して尼子軍は、御子守口を尼子義久率いる軍勢、塩谷口を尼子倫久・山中幸盛らの軍勢、菅谷口を尼子秀久らの軍勢で防いだ。この時、隆元の嫡子・毛利輝元と、元春の嫡男・吉川元長が初陣として参戦している。しかし、士気旺盛な尼子軍は善戦し、連日攻め立てる毛利軍の城内侵入を阻止した。28日に総攻撃を中止した元就は、洗合城に一時撤退した。
同年9月、再び毛利軍は月山富田城を包囲した。この時、飯梨川を挟んで対峙していた両軍の中で、山中幸盛（鹿介）が品川将員（狼介）を一騎討ちで討ち取ったとされる（山中幸盛・品川将員の一騎討ち）。しかし、毛利軍は力攻めを行わずに兵糧攻めを続けたため、やがて城内の兵糧が窮迫した。その頃には投降者も出始めていたが、毛利側は城兵の降伏を一切認めず、投降した者は処刑された。こうすることで、孤立した城内に多くの兵が籠もることになり、補給のない中で城の兵糧を食い尽くさせる作戦であった。やがて、冬になり兵糧が底をつき始めたところで降伏を認める高札を立てたため、尼子方の籠城兵が集団で投降するようになった。さらには、尼子氏の譜代の家臣までも投降し始めた。
一方の尼子側は、宇山久兼が私財をなげうって購入した兵糧を密かに間道から月山富田城に運び入れつつ、奮闘を続けていた。しかし、尼子義久が讒言を信じて宇山久兼を殺してしまうという一件があり、士気を沮喪していった。
永禄9年（1566年）11月21日尼子氏は降伏。毛利側は義久ら尼子一族の生命を保証し、28日に城を出た義久らは安芸国に引き取られ幽閉された。なお、和睦の交渉をしている間も逃亡兵が続出していたため、開城時の城兵は僅か300余名だったとされる。また、熊野城など残っていた尼子方の城も月山富田城陥落後に開城した。

### 戦後
大内氏に続いて尼子氏を滅ぼした毛利氏は、中国地方最大の戦国大名となった。後方の憂いを断ち切った毛利氏は、永禄11年（1568年）に河野氏を支援して伊予国へ出兵し、さらに翌年永禄12年（1569年）には本格的に大友氏との戦いを始めるなど、その勢力をさらに拡大していく。なお、開城した月山富田城には、当初は福原貞俊と口羽通良が城代として入城したが、翌年には天野隆重が城代となる。そして、隆重の要請により元就の五男毛利元秋が城主となった。
一方、尼子氏の降伏に不満を持つ山中鹿介こと山中幸盛は、叔父である立原久綱らとともに尼子氏再興の活動に奔走した。

## 尼子再興軍による包囲

### 毛利軍の九州侵攻、及び尼子再興軍の雲州侵攻
尼子氏を滅ぼし、中国地方をほぼ手中に収めた毛利氏が次なる目標に定めたのは、北九州を治める大友氏の討伐であった。
永禄11年6月（1568年7月）、元就は伊予国に出兵していた吉川元春・小早川隆景の両軍を本国である安芸国に帰還させると（毛利氏の伊予出兵）、同年8月に両将を北九州へ派遣し大友氏の討伐を開始する。
永禄12年4月（1569年5月）には、元就も居城である吉田郡山城を発ち長門国へ向けて出陣する。そして同年5月に長府に入ると、ここに本陣を構えて大友氏討伐の拠点とした（多々良浜の戦い）。このとき、元就の出陣にあわせ山陰地方の多くの国人達にも九州への出兵が命じられており、山陰地方の毛利領の警備は手薄となっていった。
一方、滅亡した尼子氏であったが、尼子諸牢人の中には一族の再興を目指す者がいた。その中心となった人物が山中幸盛である。
永禄11年（1568年）、幸盛は各地を放浪した後に京へ上ると、京の東福寺で僧となっていた尼子氏一門の尼子誠久の遺児・尼子勝久を還俗させ、尼子再興軍の大将として擁立する。そして各地の尼子遺臣らを集結させると、密かに尼子家再興の戦いを企てていた。
永禄12年6月23日（1569年8月6日）、毛利氏が大友氏を攻撃するため北九州へ軍を派遣すると、挙兵の機会をうかがっていた幸盛ら尼子再興軍は出雲国へ侵攻を開始する。
尼子再興軍は但馬国から数百艘の船に乗って海を渡り島根半島に上陸すると、近くにあった忠山（ちゅうやま）の砦を占拠する。勝久ら尼子再興軍がここで再興の檄を飛ばすと、国内に潜伏していた旧臣らが続々と集結し5日の内に3,000余りの軍勢になったという。
そして同月下旬、幸盛ら尼子再興軍は多賀元龍が籠もる新山城（真山城）を攻略すると、続いて宍道湖北岸に位置する末次（島根県松江市末次町。現在の松江城の建設地。）に城を築いてここを拠点（末次城）とした（尼子再興軍の雲州侵攻）。

### 月山富田城の戦い
末次城に本陣を移した尼子再興軍は、かつての尼子氏の居城・月山富田城の攻略に取りかかる。宇波（島根県安来市広瀬町宇波）、山佐（同町山佐）、布部（同町布部）、丸瀬など月山富田城の周囲に10箇所あまりの向城を築くとともに、毛利氏方の城を8箇所。攻略して月山富田城を孤立化させた。
そして永禄12年7月中旬（1569年8月下旬）、尼子再興軍は月山富田城攻めを開始する。このとき、中国地方の毛利軍は元就の命により多くの者が九州へ出陣していたため、月山富田城も例に漏れず天野隆重ら率いるわずかの兵しか残っていなかった。
このような不利な状況を打開するため、城主である隆重は一計を案じ尼子再興軍へ書状を送りつける。隆重より「月山富田城を開放し降伏したい」とする書状が送られてきた尼子再興軍は、その真意が図りかねたため、秋上宗信に兵を率いさせ月山富田城へ向かわせる。
月山富田城へ到着した尼子再興軍は、隆重の書状のとおりさしたる抵抗もなく城の奥深くまで進むものの、七曲りの終点付近（三の丸の前）において待ち構えていた毛利軍より急襲を受ける。隆重の降伏は嘘だったのである。隆重の書状を信じ攻撃は無いと油断していた宗信は、毛利軍より鉄砲・弓矢を射かけられ部隊が混乱し、反撃する間もなく多数の犠牲者・負傷者を出し末次城へ撤退した。
その後、尼子再興軍は山中幸盛と立原久綱らに1,000の兵を率いさせ再び月山富田城を攻める。しかし攻略することはできなかった（戦いの内容は史料によって異同あり。詳細は補説・逸話を参照。）。退却する際、城内より神代大炊介が70～80人の兵を率いて追撃してきたが、牛尾弾正忠が殿となりその攻撃を防ぎ無事に帰還した。

### 戦後の影響
月山富田城を攻略することはできなかった尼子再興軍であったが、その後、出雲国内において16の城を攻略、その勢力を6,000余りにまで拡大させた。そして7月下旬（9月中旬）頃には、出雲において「在々所々の者共、残す所無く彼牢人（尼子再興軍）に同意候」と天野隆重が書状で伝える様に、出雲国一円を尼子再興軍が支配する状態となった。
出雲国内の支配を着々と進める尼子再興軍であったが、その拠点である月山富田城については、石見からの毛利救援軍との戦い（原手合戦）や隠岐為清の反乱（美保関の合戦）などによって時間をとられ攻略することができないでいた。しかしながら、引き続き月山富田城を包囲して圧力を強め続けていたため、城内では兵糧が欠乏し、また、馬来、河本、湯原氏らが尼子再興軍へ投降するなど、優位な情勢で月山富田城攻略を進めていた。
一方、毛利軍は大友軍との争いの末に立花城を奪取するも、引き続き大友軍が立花城に留まり続けたため軍を動かすことができないでいた。10月11日（11月19日）には、大友氏の支援を受けた大内輝弘が海を渡り、その翌日には周防国の大内屋敷跡を襲撃してその地を一時占拠する事態も発生した（大内輝弘の乱）。毛利氏の領国支配体制は一転、最大の危機を迎えるのである。
ここに至って毛利氏の当主・毛利元就は、北九州に在陣する毛利軍の撤退を決定する。10月15日（11月23日）、立花城に在陣する毛利軍は、乃美宗勝、桂元重、坂元祐等わずかな兵を残して撤退を開始し、その他の北九州に在陣する毛利軍も随時撤退していった。11月21日（12月28日）には城に残っていた宗勝らも退却し、 毛利軍は門司城を残して北九州から全て撤退した。
永禄12年10月18日（1569年11月26日）、吉川元春・小早川隆景ら毛利軍は、九州から陣を撤収して長府に帰着すると、10月25日（12月3日）頃に大内家再興軍の反乱を鎮圧する。輝弘は富海で自刃し、大内家再興の戦いは僅か半月足らずで終結した（大内輝弘の乱）。反乱を鎮圧した毛利軍は、12月23日（1570年1月29日）に長府にあった陣を引き払い、居城である吉田郡山城へ帰還した。
永禄13年1月6日（1570年2月10日）、本国に帰還した毛利輝元、吉川元春、小早川隆景らは、休むまもなく尼子再興軍を鎮圧するため吉田郡山城より大軍を率い出陣する。毛利軍は北上して出雲国へ入国すると、尼子方の諸城を攻略しながら月山富田城へ陣を進めていった。 
そして2月14日（3月20日）、毛利軍は尼子再興軍と布部の地（現在の島根県安来市広瀬町布部）で戦い勝利する（布部山の戦い）。翌日2月15日（3月21日））には、城内の兵糧が全く無くなり落城寸前であった月山富田城を尼子再興軍の包囲から開放し救援に成功した。これにより以後の尼子再興軍と毛利軍との攻守は大きく入れ替わり、尼子再興軍は衰亡していくこととなった。

### 補説・逸話

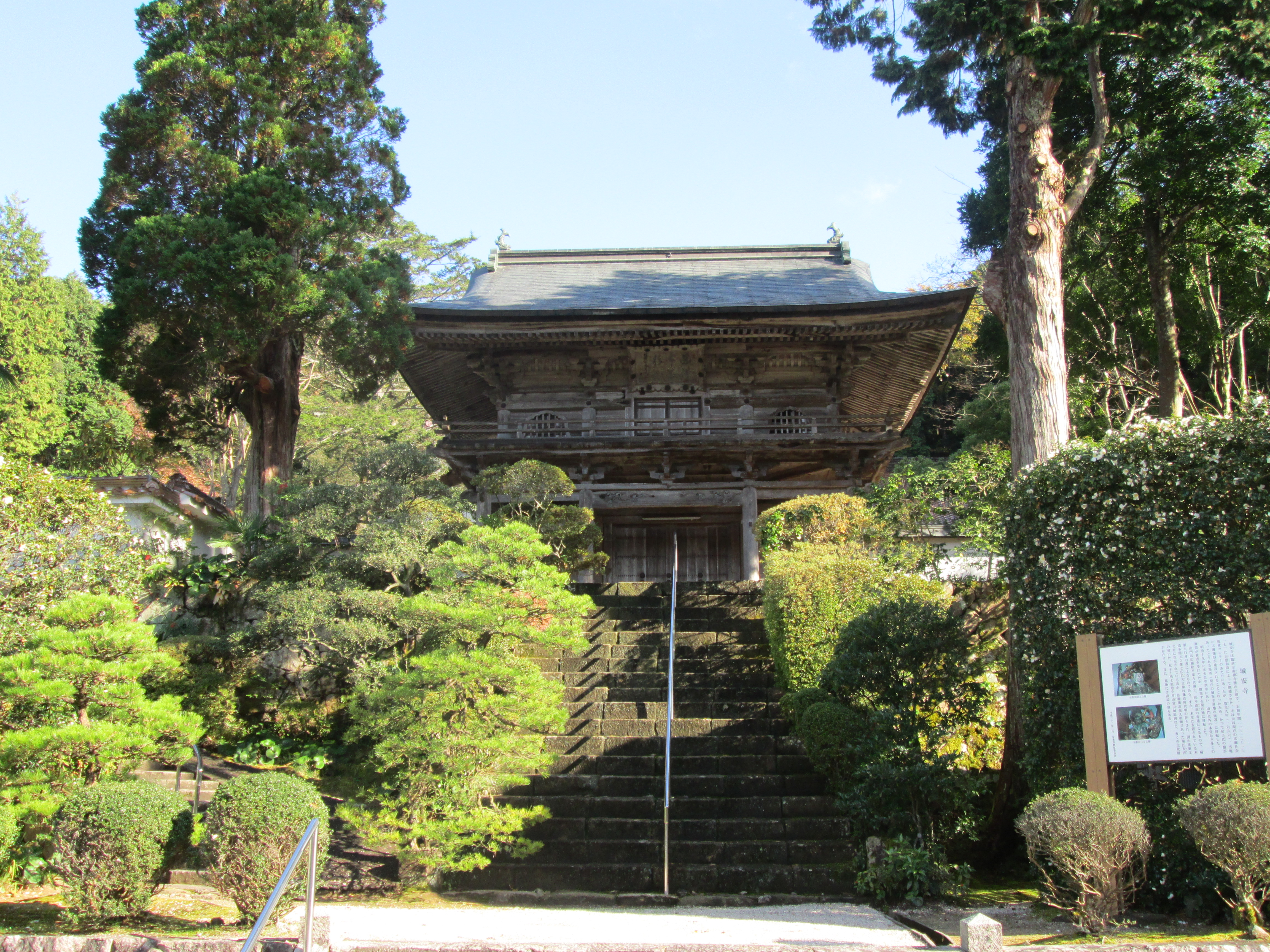
2回目の戦いで尼子再興軍が陣を敷いたとされる浄安寺（城安寺）。現在は月山富田城の麓にあるが、当時は富田川（飯梨川）を挟んで月山富田城の対岸にあった（現在の安来市地域包括支援センターの位置）。

- 秋上宗信が天野隆重から「降伏する」との偽の書状を受け取った際の対応について史料により異同がある。『雲陽軍実記』では、山中鹿之助（山中幸盛）が宗信に「隆重は毛利無二の忠臣であるため月山富田城を任せられている。その隆重が一戦もせずに降参するとは理解しがたい。よって、無勢で籠城するのは難しいと考えての嘘の降参であり、真の目的は合戦を長引かせ、その隙に残った毛利方の諸勢力を糾合しつつ本国からの加勢を待つ作戦である」と油断しないよう忠告したが、宗信は「隆重ほどの義士に偽りの降参はない」と言って信じなかったため敗れたとする[34]。一方、『陰徳太平記』などの毛利方の史料では、幸盛をはじめ尼子再興軍の将は、隆重が出した嘘の書状を見破ることができず大いに喜び勇んだが、宗信が敗北したことで初めて偽りの降伏であったことを知り悔しがったとする[35]。

- 『雲陽軍実記』によれば、秋上宗信率いる尼子再興軍が天野隆重ら毛利軍の攻撃を受けて退却する際、200名の裏切り者が出て軍の被害が増大したとする[34]。

- 尼子再興軍の山中幸盛・立原久綱らが再度、月山富田城を攻撃した際の戦いについても史料により異同がある。『雲陽軍実記』では、尼子再興軍が浄安寺に陣を敷き、伏兵をもって月山富田城に籠もる毛利軍をおびき寄せる作戦を取ったため、その策を見破ることができなかった隆重は城下まで誘い出されて合戦となる。戦いは尼子再興軍が圧倒し、隆重ら毛利軍が多数の死傷者を出して城内へ退却するのにあわせ、尼子再興軍が城内へ攻め込もうとしたところ、石見の毛利軍来襲の急報を受け退却したとする[36]。一方の『陰徳太平記』などの毛利方の史料では、尼子再興軍が浄安寺に陣を敷き伏兵をもって城兵をおびき寄せる作戦を隆重は看破しており、弓矢・鉄砲を射かけ尼子再興軍に勝利したとする[37]。

### 戦いに参戦した武将

#### 1回目

##### 尼子再興軍
- 秋上宗信
- 牛尾作兵衛
- 三刀屋惣五郎【討死】
- 池田【※2】

- 岸左馬進
- 松阿弥【※1】
- 堀九八郎【討死】
- 有村【※2】

- 相良孫六
- 徳阿弥
- 三浦惣八【討死】

- 進惣兵衛
- 岸与九郎【討死】
- 匹田【※2】

- 宇山久太郎
- 相良新三郎【討死】
- 遠藤【※2】

##### 毛利軍
- 天野隆重

#### 2回目

##### 尼子再興軍
- 山中幸盛

- 立原久綱

- 牛尾弾正忠

- 秋上宗信【※2】

##### 毛利軍
- 天野隆重

- 神代大炊介

【※1】『雲陽軍実記』のみ記載あり。
【※2】『陰徳太平記』のみ記載あり。